# Que tire pa lante
«Que tire pa lante» es una canción del artista puertorriqueño Daddy Yankee. Se lanzó a través de El Cartel Records el 18 de octubre de 2019. La canción presenta cameos de otros artistas como Anuel AA, Bad Bunny, Darell, Natti Natasha, Wisin y Lennox. Muestra «A Who Seh Me Dun» de Cutty Ranks (1996).

## Antecedentes y promoción
Yankee anunció la canción y reveló la portada en sus redes sociales el 17 de octubre de 2019. La describió como un registro de reguetón de la década de 1970 en combinación con el año 5000. Yankee prometió que la canción sería un «éxito mundial» tras su lanzamiento. El 17 de octubre, el rapero interpretó la canción en los Latin American Music Awards de 2019 en Los Ángeles. Jessica Roiz de Billboard describió la canción como una combinación de «reggaetón de la vieja escuela y ritmo de dembow de los 90».

## Video musical
El 18 de octubre de 2019 se lanzó un video musical para «Que tire pa lante» a través del canal de YouTube de Daddy Yankee y fue dirigido por Marlon Peña. Muestra a Yankee y a otras personas invadiendo una ciudad desierta y teniendo una competencia de baile callejero.

## Posicionamiento en listas
| Listas (2019-2020)                               | Mejor posición |
| ------------------------------------------------ | -------------- |
| Argentina (Argentina Hot 100)                    | 1              |
| Chile (Monitor Latino)                           | 5              |
| Colombia (National-Report)                       | 21             |
| Costa Rica (Monitor Latino)                      | 12             |
| Ecuador (National-Report)                        | 6              |
| Ecuador (Monitor Latino)                         | 4              |
| El Salvador (Monitor Latino)                     | 2              |
| España (PROMUSICAE)                              | 24             |
| Estados Unidos (Bubbling Under Hot 100 Singles ) | 8              |
| Estados Unidos (Hot Latin Songs)                 | 7              |
| Guatemala (Monitor Latino)                       | 12             |
| Honduras (Monitor Latino)                        | 2              |
| Nicaragua (Monitor Latino)                       | 1              |
| Puerto Rico (Monitor Latino)                     | 2              |
| República Dominicana (Monitor Latino)            | 20             |
| Uruguay (Monitor Latino)                         | 12             |
| Venezuela (Monitor Latino)                       | 9              |

## Certificaciones
| País (organismo certificador) | Certificación   | Unidades certificadas |
| ----------------------------- | --------------- | --------------------- |
| España (PROMUSICAE)           | Oro             | 20 000                |
| Estados Unidos (RIAA)         | Platino (Latin) | 60 000                |